# Mountain Feist
Mountain Feist är en hundras från USA. Den är en högbent terrier som avlades fram i södern genom att korsa terrier och jakthundar. Den används framförallt för jakt på ekorrar, tvättbjörnar, kaniner och annat småvilt. Rasen erkändes av den alternativa amerikanska kennelklubben United Kennel Club (UKC) 2015.